# Émile-Auguste Chartier
Émile-Auguste Chartier (Mortagne-au-Perche, 3 de março de 1868 – Le Vésinet, 2 de junho de 1951), cujo pseudônimo literário era Alain, foi um jornalista, ensaísta e filósofo francês.
Ao longo de sua vida utilizará também outros pseudônimos, entre 1893 et 1914, tais como Criton (1893), Quart d'œil ou ainda Philibert, para assinar suas crônicas publicadas em La Dépêche de Lorient (até 1903) e La Dépêche de Rouen et de Normandie, bem como seus panfletos, em La Démocratie rouennaise.

## Biografia
De origem normanda, era o filho mais novo de Etienne Chartier, médico veterinário, e de Juliette Clémentine Chaline.
Após concluir a École normale supérieure, foi nomeado professor do ensino secundário em Pontivy, Lorient, Rouen e Paris. A partir de 1903, passa a publicar crônicas semanais no jornal La Dépêche de Rouen et de Normandie denominadas Propos, que depois se tornaram diárias. Mais de 3000 dessas Propos serão publicadas entre fevereiro de 1906 e setembro de 1914. Considerados de alta qualidade literária, abordavam a política, a economia, a religião, a educação e a estética. Posteriormente foram reunidos e publicados em livro.
Em 1909, como professor do Liceu Henri IV, um dos mais reputados da França, exerceu profunda influência sobre seus alunos, dentre os quais Raymond Aron, Georges Canguilhem, André Maurois e Simone Weil.
Pouco antes da Guerra, foi militante pacifista. Com o início da guerra, sem renegar suas ideias e embora dispensado, alistou-se no exército francês, como artilheiro.
Em 23 de maio de 1916, é ferido no pé durante o transporte de munições para Verdun. Depois de algumas semanas, é transferido para o serviço de meteorologia e desmobilizado em 1917.
Depois de ver de perto as atrocidades da guerra, publica em 1921 seu célebre panfleto Mars ou la guerre jugée "Marte ou la guerra julgada". Continuou a lecionar filosofia em Paris e nos anos seguintes publicou, entre outros, Les dieux (1934; "Os deuses") e Histoire de mes pensées (1936; "História de meus pensamentos").
No plano político, engaja-se no movimento radical, em favor de uma república liberal, estritamente controlada pelo povo.
Até o fim dos anos 1930, sua obra será guiada pela luta pacifista e contra a ascensão dos fascismos. Em 1934, será um dos fundadores do Comitê de Vigilância dos Intelectuais Antifascistas (CVIA).
Sua obra não tem caráter sistemático mas procura sobretudo despertar a reflexão. A partir de 1906 escreve artigos curtos, inspirados na atualidade e nos fatos da vida quotidiana, no estilo conciso que o caracteriza (as  chamadas Propos), que abordam quase todas as áreas. Essa forma apreciada pelo grande público, o que, entretanto, provocou, fez com que alguns críticos se desinteressassem de um estudo mais aprofundado de sua obra filosófica. Suas principais influências foram Platão, Descartes, Kant e Auguste Comte — mas ele se dizia, antes de tudo, um discípulo de Jules Lagneau  (1851 - 1894), seu primeiro professor de filosofia.
Em 1936, já sofrendo de crises de reumatismo que o imobilizam, sofre um ataque cerebral que o condena à cadeira de rodas.
Intransigente defensor da liberdade de pensamento e do indivíduo, Chartier recebeu, em 1951, o Grand Prix national des lettres. Pouco tempo depois, faleceu em Le Vésinet, na região de Paris. Foi enterrado no cemitério do Père-Lachaise, na capital francesa.

## Obras
- Spinoza (1900)
- Les Cent un Propos d'Alain (2ème série) (1910)
- Propos d'un Normand (1912)
- Quatre-vingt-un Chapitres sur l'esprit et les passions (1917)
- Petit Traité d'Harmonie pour les aveugles (em braille, 1918)
- Les Marchands de Sommeil (1919)
- Système des Beaux-Arts (1920)
- Mars ou la guerre jugée (1921)
- Propos sur l'esthétique (1923)
- Lettres au Dr Henri Mondor (1924)
- Propos sur les pouvoirs - Éléments d'une doctrine radicale (1925)
- Souvenirs concernant Jules Lagneau (1925)
- Le citoyen contre les pouvoirs (1926)
- Les idées et les âges (1927)
- La visite au musicien (1927)
- Esquisses de l'homme (1927)
- Propos sur le bonheur (1925, edição ampliada em 1928)
- Les Cent un propos d'Alain (5ème série) (1928)
- Entretiens au bord de la mer (1931)
- Vingt leçons sur les Beaux-Arts (1931)
- Idées (1932)
- Propos sur l'éducation (1932)
- Les Dieux (1933)
- Propos de littérature (1934)
- Propos de politique (1934)
- Propos d'économique (1935)
- Stendhal (1935)
- En lisant Balzac, Laboratoires Martinet, 1935
- Histoire de mes pensées (1936)
- Avec Balzac, Gallimard, Paris, 1937, réédition 1999.
- Souvenirs de guerre (1937)
- Entretien chez le sculpteur (1937)
- Les Saisons de l'esprit (1937)
- Propos sur la religion (1938)
- Convulsions de la force (suite à Mars) (1939, reditado em 1962)
- Minerve ou de la Sagesse (1939)
- Eléments de philosophie (1941)
- Vigiles de l'esprit (1942)
- Préliminaires à la mythologie (1943)
- Idées, introduction à la philosophie (1945)
- Vingt et une Scènes de Comédie (1955, obra póstuma)
- Considerações sobre a Educação seguidas de Pedagogia Infantil, Brasil, É Realizações Editora, 2012[5]